# Глубокое (Бахмачский район)
Глубо́кое (укр. Глибоке) – село, расположенное на территории Бахмачского района Черниговской области (Украина).
Население составляет 175 жителей (2006 год). Плотность населения — 3500 чел/кв.км.
Впервые упоминается в 1695 году.
Село Глубокое находится примерно в 8 км к востоку от центра города Бахмач. Средняя высота населённого пункта — 146 м над уровнем моря. Село находится в зоне умеренно континентального климата.
Национальный состав представлен преимущественно украинцами, конфессиональный состав — христианами.